# Alisha (cantante)
Alisha Ann Itkin (Brooklyn, 16 aprile 1968) è una cantante statunitense.

## Biografia
Alisha ha esordito nel mondo della musica all'età di 14 anni, come membro dei The Babysitters. Nel 1985, a seguito del discreto successo del suo singolo di debutto All Night Passion, ha pubblicato il primo album eponimo, entrato alla 59ª posizione nei Paesi Bassi. È stato seguito due anni più tardi da Nightwalkin' e cinque anni più tardi da Bounce Back, il quale ha raggiunto la 166ª posizione nella Billboard 200.
Nel 1985 Alisha ha riscosso particolare successo con il singolo Baby Talk, giunto in vetta alla Hot Dance Club Play, alla 68ª posizione nella Hot 100 statunitense, alla 67ª nella Official Singles Chart britannica e nelle top twenty delle classifiche francesi e tedesche. Nel 1999 ha registrato You Wanna Be a Star (Superstar) come colonna sonora del film Superstar.

## Discografia

### Album in studio
- 1985 – Alisha
- 1987 – Nightwalkin'
- 1990 – Bounce Back

### Singoli
- 1984 – All Night Passion
- 1985 – Too Turned On
- 1985 – Baby Talk
- 1986 – Stargazing
- 1987 – Into My Secret
- 1987 – I Don't Know What Comes Over Me
- 1988 – Let Your Heart Make Up Your Mind
- 1990 – Bounce Back
- 1990 – Wrong Number
- 1996 – Wherever The Rhythm Takes Me
- 1999 – You Wanna Be a Star (Superstar)